# Cryptosaurus
Cryptosaurus („skrytý ještěr“) je pochybný rod rod ptakopánvého dinosaura ze skupiny "obrněných" ankylosaurů, popsaný již roku 1869. Zahrnuje jediný známý druh (C. eumerus), který formálně popsal v roce 1875 britský paleontolog Harry Govier Seeley.

## Historie
Holotypem (CAMSM J.46882) je pravá stehenní kost dlouhá 33 cm, patřící nedospělému jedinci. Byla objevena v lokalitě Great Gransden brick pit v sedimentech souvrství Ampthill Clay a pochází tedy z období geologického věku oxford (stáří 163 až 157 milionů let). Z rozměrů objeveného femuru vyplývá, že se jednalo o poměrně malý druh ankylosaura. Původně byl považován za příbuzného ornitopoda rodu Iguanodon, teprve později se ukázalo, že se jednalo ve skutečnosti spíše o tyreofora. Dlouho byl znám pod rodovým jménem Cryptodraco (jak ho přejmenoval paleontolog Richard Lydekker roku 1889), to se ale ukázalo být jako zbytečné přejmenování. Dnes představuje tento taxon nomen dubium (pochybné vědecké jméno).